# Hans Furian
Hans Furian (* 16. Juli 1940 in Berlin; † 20. Dezember 2008 in Lustenau) war ein österreichischer Radrennfahrer und nationaler Meister im Radsport.

## Sportliche Laufbahn
Furians erster internationaler Erfolg war der zweite Platz in der Berliner Etappenfahrt 1963. In jener Saison wurde er Dritter bei Wien-Rabenstein-Gresten-Wien. 1965 später gelang ihm mit dem Sieg bei der heimischen Österreich-Rundfahrt vor dem Polen Józef Beker der größte Erfolg seiner sportlichen Laufbahn. Diesen konnte er 1966 wiederholen, diesmal gewann er die Gesamtwertung vor seinem Landsmann Rolf Eberl. 1965 gewann er die österreichische Staatsmeisterschaft im Straßenrennen. Dazu kamen vier Titel im Mannschaftszeitfahren in den Jahren 1962 bis 1966. Er bestritt für die österreichische Nationalmannschaft einige Amateur-Landesrundfahrten, wobei er auch einige Etappen gewinnen konnte. Auf der Bahn gewann Furian 1964 den Titel in der Einerverfolgung. 

## Berufliches
Nach seiner Laufbahn eröffnete er ein Fahrradgeschäft in Kärnten.